# بيتري رومان
بيتري رومان (بالرومانية: Petre Roman) هو دبلوماسي ومهندس وسياسي روماني، ولد في 22 يوليو 1946 في بوخارست في رومانيا. حزبياً، نشط في جبهة الإنقاذ الوطني.

## مناصب
- انتخب عضو مجلس النواب في رومانيا.
- انتخب قائمة رؤساء وزراء رومانيا (26 ديسمبر 1989 – 1 أكتوبر 1991).
- انتخب عضو مجلس شيوخ رومانيا ‏.
- انتخب قائمة رؤساء وزراء رومانيا (26 ديسمبر 1989 – 16 أكتوبر 1991).
- انتخب President of the Senate of Romania [الإنجليزية]‏ (1 نوفمبر 1996 – ).

## روابط خارجية
- بيتري رومان على موقع مونزينجر (الألمانية)
- بيتري رومان على موقع ديسكوغز (الإنجليزية)